# Alexandre Teulet
Pour les articles homonymes, voir Teulet.
Alexandre Teulet, né le 29 janvier 1807 à Mézières et décédé le 23 mars 1866 à Champigny-sur-Marne, est un historien et archiviste français.

## Biographie
Alexandre Teulet est le frère de Raymond Teulet, également chartiste.
À sa sortie de l'École royale des chartes en 1832, où il obtient le diplôme d'archiviste paléographe, il est nommé aux archives du royaume où il fera toute sa carrière.
On lui doit également des éditions d'historiens et de chroniqueurs du Moyen âge, notamment des œuvres d'Eginhard.

## Ouvrages
- Œuvres d'Eginhard, traduction française, et des notes, éditées à Paris, en 1840 (Tome Premier) et 1846 (Tome Second).
- Layettes du Trésor des chartes. Tome premier, [De l'année 755 à l'année 1223], 1863
- Layettes du Trésor des chartes. Tome deuxième, [De l'année 1224 à l'année 1246], 1866